# یواس‌اس جان راجرز (دی‌دی-۹۸۳)
یواس‌اس جان راجرز (دی‌دی-۹۸۳) (به انگلیسی: USS John Rodgers (DD-983)) یک کشتی بود که طول آن 529 ft (161 m) waterline; 563 ft (172 m) overall بود. این کشتی  در سال ۱۹۷۸ ساخته شد.